# ミラン・ペツェル
ミラン・ペツェリ（セルビア語: Милан Пецељ, Milan Pecelj、1979年4月13日 - ）は、ボスニア・ヘルツェゴビナの元サッカー選手。ポジションはFW。

## 経歴
ユーゴスラビア社会主義共和国モスタルに生まれ、FKヴェレジュ・モスタルのユースに所属した。その後、ベオグラードに移り、レッドスター・ベオグラードのユースに所属した。
1995年にスロバキアのFCロコモーティヴァ・コシツェに所属しプロとなり、また同クラブで初めての外国人選手となった。ここで2シーズンを過ごした後にオーストリアのFKアウストリア・ウィーンに移籍し、翌夏にはトルコのガラタサライに移籍した。しかし半シーズン後の1999年1月にはユーゴスラビア連邦共和国に戻り、FKラドニチュキ・ニシュを経てFKハイドゥク・クラに移籍した。2001年夏にはキプロスのAELリマソールに移籍し1シーズンを過ごした。2002年にはボスニア・ヘルツェゴビナに戻り、NKブロットンジョ、HŠKズリニスキ・モスタル、FKレオタル・トレビニェに所属した。その後2005-06シーズンにはクロアチアのNKインテル・ザプレシッチに所属したが、翌シーズンには再びFKレオタル・トレビニェに戻り、その翌シーズンにFKスロボダ・トゥズラに所属して引退した。

## 人物
兄のスルジャン・ペツェリはかつて清水エスパルスに所属した元サッカーボスニア・ヘルツェゴビナ代表のサッカー選手である。

## タイトル
ガラタサライ
- スュペル・リグ: 1998-99
- テュルキエ・クパス: 1999